# Elena Kakaliagou
Elena Margarita Kakaliagou (griechisch Έλενα Κακαλιάγκου, * 1979 in Volos, Griechenland) ist eine griechisch-österreichische Hornistin. Ihr besonderes Interesse als Interpretin gilt der zeitgenössischen Musik und der freien Improvisation.

## Leben und Wirken
Kakaliagou erhielt zunächst Klavierunterricht und wechselte im Alter von 16 Jahren zum Waldhorn. Nach Abschluss ihrer Instrumentalstudien in Athen bei Vangelis Skouras wechselte sie an die Kunstuniversität Graz, um ihre Ausbildung bei Hector McDonald fortzusetzen. Unter der Leitung von Erja Joukamo-Ampuja erwarb sie 2010 an der Sibelius-Akademie in Helsinki ihren Master-Abschluss in den Fächern Waldhorn und Kammermusik. Sie erhielt weiterhin Masterkurse bei Klangforum Wien und Ensemble Modern.
Seit 2010 arbeitet Kakaliagou von Berlin aus. Gemeinsam mit Solmund Nystabakk, Saara Rautio und James Andean ist sie Gründungsmitglied des Rank Ensembles, mit dem sie jährliche Konzertserien organisierte; 2014 entstand ihr Album Papilio Noblei (Leo Records). Mit Robin Hayward und Hilary Jeffery gehört sie zum Trio Zinc & Copper. Sie gründete auch die Gruppe Luíss, das klassische Quintett Aeolides sowie mit Ingrid Schmoliner und dem Kontrabassisten Thomas Stempkowski zum Trio Para (Nabelóse, 2017). Als Mitglied des Ensembles Zeitkratzer ist sie an mehreren Alben beteiligt. Weiterhin arbeitete sie mit Ensembles wie dem Kammerensemble Neue Musik Berlin, UnitedBerlin, Ensemble Linea, Schallfeld sowie dem Andromeda Mega Express Orchestra (Bum Bum) und mit Solisten wie Riikka Innanen, Phill Niblock, Katharina Klement, Catherine Christer Hennix, Robin Hayward, Simon Martin, Matias Guerra, Thomas Noll, Stefan Schönegg oder Korhan Erel. Als Solistin und Ensemblemitglied nahm sie an internationalen Festivals wie Festival Musica Strasbourg, Festival Musica Nova Helsinki, Randspiele, JazzFest Berlin oder MaerzMusik teil.